# Feldbahn der Hohkönigsburg
| Hohkönigsburg                                                                                    | Hohkönigsburg       |
| ------------------------------------------------------------------------------------------------ | ------------------- |
| „Hohkönigsburg bei Schlettstadt, während der Wiederherstellung. Vorderansicht, vor dem Eingange“ |                     |
| Ehemaliger Streckenverlauf um 1905 auf einer Karte von 2022                                      |                     |
| Streckenlänge:                                                                                   | ca. 2 km            |
| Spurweite:                                                                                       | 600 mm (Schmalspur) |
|                                                                                                  |                     |

Die Feldbahn der Hohkönigsburg (französisch Voie ferrée du château du Haut-Koenigsbourg) war eine von 1902 bis 1908 mit einer Dampflokomotive betriebene Baustellenbahn in der Hohkönigsburg bei Schlettstadt im Elsass.

## Geschichte
Die von Kaiser Wilhelm II. in Auftrag gegebene Restauration der Hohkönigsburg dauerte von 1900 bis 1908. Bis zu 220 Bauarbeiter und gewaltige Mittel wurden dafür eingesetzt. So wurde eine Dampflokomotive angeschafft, die auf einem auf Holzschwellen verlegten Gleis mit einer Spurweite von 600 mm zwischen dem Ostteil und dem Westteil der Baustelle verkehrte. Sie diente dazu, die Steinblöcke aus dem nahegelegenen Steinbruch zu befördern. Nach acht Jahren Bauzeit wurde am 13. Mai 1908 die renovierte Hohkönigsburg eingeweiht.

## Lokomotive
1902 wurde eine 5 t schwere zweiachsige Krauss-Lokomotive beschafft, die aus Düsseldorf stammte. 30 Pferde waren nötig, um die Dampflok, die von den Arbeitern Hilda genannt wurde, vom 176 m über dem Meer gelegenen Bahnhof in Schlettstadt auf die auf 757 m über dem  Meer gelegene Feldbahnstrecke zu transportieren.